# Tenore
In musica il termine tenore definisce un tipo vocale e il cantante che lo possiede. Quello di tenore è il più acuto dei registri vocali maschili e la sua estensione è convenzionalmente fissata, per il repertorio solistico, nelle due ottave comprese tra il do2 e il do4, che è detto do di petto se eseguito di forza, come nella prassi moderna, e che rimane comunque una nota eseguita piuttosto raramente, tant'è che spesso l'estensione non supera il la3.
Storicamente, l'estensione della voce di tenore ha subìto variazioni significative, con riferimento sia ai momenti storici differenti (cfr. baritenore), sia ai diversi tipi tenorili affermatisi nel corso del tempo nei vari paesi (cfr. haute-contre)

## Caratteri generali
Il nome "tenore" viene dal verbo latino teneo, che significa "mantenere, far durare".
Nella musica medievale colta occidentale, il termine tenor non designava un registro vocale, bensì la parte fondamentale nelle composizioni polifoniche (cantus firmus). Questa parte ha usualmente un'estensione limitata (compatibile tanto con una voce di tenore quanto con una di baritono, secondo la classificazione odierna); a questa parte si aggiungono una o due voci, indicate come contratenor, che hanno in genere un'estensione decisamente più ampia, talora verso il basso (contratenor bassus) ma più frequentemente verso l'alto (contratenor altus, poi abbreviato in contra o in altus, da cui i termini moderni di contralto e controtenore). Le parti di contratenor nella polifonia dei secoli XIV e XV richiedono estensioni varie, che possono andare dall'attuale baritono fino all'attuale contralto (anche in questo caso erano però destinate a voci maschili, che dovevano far uso sia del registro di petto che di quello di falsetto).
Nelle armonie a quattro voci tipiche dei corali, dal XVI secolo in avanti, la voce del tenore è la seconda a partire dal basso: seguono verso l'alto le voci femminili di contralto e di soprano.
Nel nuovo genere barocco del melodramma, al tenore, che manteneva comunque caratteristiche sostanzialmente baritonaleggianti, vennero in Italia assegnate parti di antagonista rispetto alla voce del castrato, oltreché (soprattutto nella seconda metà del Seicento) parti secondarie di caratterista, anche grottesche, come ruoli di donne anziane, laide e scostumate (eseguiti ovviamente in travesti). In età romantica, in seguito alla progressiva scomparsa dei cantanti evirati, il tenore assunse nel melodramma il ruolo di protagonista amoroso, ampliando verso l'alto l'estensione vocale e adottando anche negli acuti estremi la cosiddetta "impostazione di petto".

## Tipologia del tenore
A partire dalla fine del XIX secolo, la voce di tenore è stata tradizionalmente suddivisa in diverse categorie talora riferite, più propriamente, alle caratteristiche vocali dei vari interpreti talora, molto più arbitrariamente, alle caratteristiche delle varie parti tenorili, spesso scritte (e create in teatro) decenni e secoli prima che la moderna tipologizzazione entrasse in uso. Le categorie principali, con relativi ruoli famosi, sono comunque le seguenti:

### Tenore leggero o di grazia
- voce dal timbro chiaro e limpido, di limitato volume ma agile; spazia nella zona acuta del registro ed è fornito di capacità virtuosistiche.
- Lindoro, L'italiana in Algeri (Gioachino Rossini)
- Don Ramiro, La Cenerentola (Gioachino Rossini)
- Elvino, La sonnambula (Vincenzo Bellini)
- Nemorino, L'elisir d'amore (Gaetano Donizetti)
- Ernesto, Don Pasquale (Gaetano Donizetti)
- Tonio, La fille du régiment (Gaetano Donizetti)
- Fenton, Falstaff (Giuseppe Verdi)

### Tenore lirico
- voce calda, piena e ricca; spazia dalla zona centrale a quella acuta ed è adatto ad una spiegata cantabilità. Il tenore lirico si suddivide a sua volta in due categorie, il tenore lirico vero e proprio e il tenore lirico di mezzo carattere o lirico-leggero.
- Il Duca di Mantova, Rigoletto (Giuseppe Verdi)
- Alfredo Germont, La traviata (Giuseppe Verdi)
- Rodolfo La bohème (Giacomo Puccini)
- Don Ottavio, Don Giovanni (Wolfgang Amadeus Mozart)
- Pinkerton, Madama Butterfly (Giacomo Puccini)
- Rinuccio, Gianni Schicchi (Giacomo Puccini)
- Don Carlos, Don Carlos (Giuseppe Verdi) (nonostante rientri nel repertorio del lirico puro, questo ruolo richiede delle qualità vocali particolari che avvicinano il tenore al lirico spinto).

### Tenore lirico spinto o lirico drammatico
- è un tenore lirico la cui voce è dotata in natura di maggior volume; spazia dalla zona centrale a quella acuta. All'occorrenza, può spingersi fino a tonalità drammatiche.
- Don Alvaro, La forza del destino (Giuseppe Verdi)
- Don José, Carmen (Georges Bizet)
- Cavaradossi, Tosca (Giacomo Puccini)
- Des Grieux, Manon Lescaut (Giacomo Puccini)
- Canio, Pagliacci (Ruggero Leoncavallo)
- Turiddu, Cavalleria rusticana (Pietro Mascagni)
- Andrea Chénier, Andrea Chénier (Umberto Giordano)

### Tenore drammatico o di forza
- voce ricca, piena, di timbro scuro e intenso volume; spazia nella zona centrale del registro ed è portato agli accenti forti. Questo tipo di tenore è caratterizzato da una grande somiglianza alla voce di baritono nei registri centrale e grave, il che porta spesso a classificazioni errate. Nel repertorio tedesco, ma non solo, prende il nome di Heldentenor.
- Florestan, Fidelio (Ludwig van Beethoven)
- Pollione, Norma (Vincenzo Bellini)
- Otello, Otello (Giuseppe Verdi)
- Samson, Samson et Dalila (Camille Saint-Saëns)

### Varianti di tenore
Vengono talvolta considerate sottocategorie di tenore:
- Tenore eroico (dal tedesco Heldentenor): è un vero e proprio tenore drammatico, che viene impiegato nei ruoli wagneriani, ma anche nel repertorio teatrale di Richard Strauss e di diversi compositori francesi, tedeschi e inglesi. Basa l'emissione sul registro centrale ed è caratterizzato da voce potente di timbro scuro (a tratti quasi baritonale) e dall'accento fortemente declamatorio.
- Tenore robusto: è il tenore drammatico così battezzato da Giuseppe Verdi nel momento in cui creò appositamente per questo tipo la parte solistica di Otello per il suo omonimo lavoro[senza fonte]; è sostanzialmente un tenore eroico che possiede molta più incisività e preponderanza di impiego nel registro acuto della tessitura.
- Baritenore: è un tipo di tenore caratterizzato dalla voce "baritonaleggiante", sia nel colore, sia, soprattutto, nell'estensione, che si muove ai confini tra quella del tenore e quella del baritono. La sua tessitura è sostanzialmente centralizzante; fu l'unico tipo di tenore utilizzato nell'opera italiana per tutto il periodo barocco e fino agli inizi del XIX secolo.
- Haute-contre: è un tipo di tenore caratterizzato da voce dal timbro chiarissimo e dalla notevole estensione nel registro acuto, eseguito sempre in falsettone (quasi a riecheggiare il contraltista castrato di stampo italiano), il quale fu impiegato nell'opera francese, nei ruoli da "primo uomo" affidati in Italia ai castrati, a partire da Lully e fino alle esperienze francesi di Rossini e a Giacomo Meyerbeer.
- Tenore contraltino: può essere considerata la variante italiana della haute-contre, da cui peraltro si sviluppò in maniera sostanzialmente indipendente; esso fu introdotto da Rossini sui palcoscenici italiani al momento dell'estinzione dei castrati, elevando moderatamente l'estensione centralizzante, da baritenori, dei "tenorini" di mezzo carattere impiegati nell'opera buffa, ma rendendo acutissima la tessitura utilizzata per loro e dando il massimo sfogo alle tecniche virtuosistiche della coloratura. Questo tipo di tenore passò poi agli operisti della generazione successiva, e confluì rapidamente, estinguendosi, nelle nuove categorie del tenorismo di stampo romantico.

## Variazioni nell'estensione

Pentagramma in chiave di violino: estensione convenzionale da tenore (da do grave a do acuto)

Se, come già accennato, in ambito operistico l'estensione canonica della voce di tenore include le note che stanno nell'intervallo tra il do2 e il do4, le incursioni verso le zone più gravi del pentagramma sono decisamente sporadiche. Le note più gravi mai scritte per tenore sono un la bemolle grave (la1) scritto da André Grétry per il protagonista del suo Richard Cœur de Lion, e il la grave (la1) intonato da re Erode nella Salomè di Richard Strauss, dal protagonista dell'Otello di Rossini e da Sempronio nello Speziale di Haydn, nell'aria "Questa è un'altra novità". Per il resto, pochi ruoli scendono al si grave (si1), mentre già il si bemolle sotto le righe è quasi totalmente assente. Esso risulta tuttavia impiegato per i tenori del coro e lo si trova ad esempio scritto per il ruolo di Gastone, il quale si unisce al coro assieme a tutti gli altri personaggi, nel celeberrimo brindisi "Libiamo ne' lieti calici" da La traviata di Verdi.
Nella zona acuta, soltanto un numero limitato di ruoli tenorili richiede il cosiddetto do di petto, "nota che per tutto il periodo romantico contribuì in maniera decisiva a creare il mito del tenore" e che oggi costituisce un vero e proprio "marchio di fabbrica" per la categoria. Una parte dei do di petto, però, sono o facoltativi (come nell'aria «Che gelida manina» da La bohème di Puccini) oppure non scritti dall'autore ma aggiunti per tradizione (per esempio in «Di quella pira» dal Trovatore di Verdi). Le incursioni nella zona del pentagramma superiore al do4 risultano abbastanza sporadiche: la nota più alta è il fa sovracuto di Arturo nei Puritani di Vincenzo Bellini, che viene spesso omesso data la sua altezza vertiginosa, fuori dalla portata dei più, oppure eseguito in falsetto, come sarebbe corretto dato che così lo eseguiva Giovanni Battista Rubini per il quale quell'opera fu scritta.

### Il do di petto
Il do di petto è il do acuto (do4) posto un'ottava sopra il do centrale, cantato da un tenore con voce piena, corrispondente in realtà ad un registro di testa particolarmente ampliato piuttosto che a un vero e proprio registro di petto, e comunque diverso dal registro di falsetto: precedentemente la nota veniva emessa in un registro misto che è stato in seguito denominato falsettone.
In occasione di un'esecuzione a Lucca del Guglielmo Tell di Rossini nel 1831, il tenore francese Gilbert Duprez emise il do4 per la prima volta senza ricorrere al falsettone, ma con una tecnica che univa alla potenza della voce di petto l'utilizzo di un meccanismo laringeo differente dal registro comune, con l'emissione di una voce definita mista o di gola. Il funzionamento degli organi vocali in questa modalità è simile a quello del grido ma, malgrado questa spiegazione fisiologica, si continua comunemente a definire questa emissione "di petto", e il do risultante "do di petto". Rossini, comunque, non gradì affatto l'esecuzione e commentò affermando che gli ricordava «l'urlo di un cappone sgozzato». Definita da alcuni l'«assoluto apice della tecnica», questa nota ha la caratteristica di essere considerata il limite superiore canonico della voce da tenore lirico, sebbene la soglia possa essere elevata al do diesis e alcuni artisti siano in grado di emettere note ancora più acute. Il do4 non viene raggiunto dall'estensione vocale di un cantante non allenato e viene tentato solo da alcuni tenori lirici professionisti. Infatti non tutti i tenori, anche se professionisti, sono in grado di emettere il suono con voce piena e il raggiungimento di questa capacità vocale viene considerato un dato significativamente importante.
Questa alta valutazione del do di petto è comunque controversa, in quanto molti tenori di fama e di riconosciuto valore artistico, inclusi Plácido Domingo ed Enrico Caruso, non ne hanno fatto uso se non in rari casi (e sempre con serie difficoltà di emissione). Lo stesso principe dei tenori di grazia, Tito Schipa, pur essendo in grado di sostenere facilmente tessiture estremamente acute, «agli inizi della carriera toccava il si 3, poi si limitò al si 3 bemolle e, negli ultimi anni, al la 3».
Nel 1966 Luciano Pavarotti, in scena al Covent Garden di Londra, si guadagnò l'appellativo di «Re del do di petto» quando riuscì per la prima volta nella storia, ad eseguire perfettamente e in maniera naturale i nove do di petto contenuti nell'aria del personaggio Tonio Ah, mes amis, quel jour de fête! (Amici miei, che lieto giorno!) in La figlia del reggimento. La nota finale fu eseguita in maniera limpidissima con un acuto tenuto per oltre 6 secondi, sui complessivi 12 secondi considerando l'intera variazione.

## Strumenti musicali
In una famiglia strumentale, il termine è riferito anche a quegli strumenti la cui estensione è simile a quella del registro di tenore (ad esempio il sassofono tenore, il trombone tenore, il flicorno tenore).